# 钟雪玲
钟雪玲（1979年—），福建福鼎人，畲族，中华人民共和国政治人物、第十二届全国人民代表大会福建地区代表。
毕业于中央广播电视大学法律专业。加入中国共产党。2013年，担任全国人大代表。